# 莫斯 (蓬特韦德拉省)
莫斯，是西班牙加利西亚自治区蓬特韦德拉省的一个市镇。 总面积53平方公里，总人口14.127人（2001年），人口密度267人/平方公里。